# Sundial Aeon
Sundial Aeon est un groupe polonais d’ambient-trance fondé en 2005. Il est composé de musiciens issus de divers projets musicaux, ce qui lui vaut parfois le statut de « supergroupe ambient ».

## Histoire[1]
À l’automne 2005, le groupe est fondé sous le nom Sundial par Radosław Kochman (ancien membre du groupe space-ambient Aural Planet) et Daniel Lulkowski (compositeur et musicien issu de la demoscene). Peu après, Jarosław Jacek et Patryk Gęgniewicz (tous deux membres du groupe Itoa) les rejoignent. En 2006, le compositeur et sound designer Vladislav Isaev (Scann-Tec) intègre également le groupe.
En 2007, le groupe adopte le nom Sundial Aeon afin d’éviter toute confusion avec le groupe britannique Sun Dial.
La même année, Jarosław Jacek quitte le groupe, puis en 2011, Tomasz Gierygowski (alias Chaser) le rejoint brièvement.
En 2013, le groupe retrouve sa formation originelle.

## Membres
- Radosław Kochman (Raiden)
- Daniel Lulkowski (Dan)

## Discographie[2]

### Albums studio:
- Metabasis (2006, sous le nom Sundial)
- Apotheosis (2007)
- Mimesis (2011)
- Hypnosis (2013)
- Analysis (2014)
- Symbiosis (2015)
- Vulcanosis (2017)
- Psykinesis (2018)
- Terragenesis (2019)
- Extasis (2020)
- Synthesis (2021)
- Regenesis (2023)
- Aquamorphosis (2024)
- Nebulosis (2025)

## Autres publications
- Wolfsberg  (remixes de l'album Mimesis, 2012)
- Re‑Load (compilation et remix de Metabasis et Apotheosis, 2018)
- Hibernal Solstice  (EP, 2019)

## Style et réussite
La musique de Sundial Aeon combine ambient, trance et space‑ambient. Les premiers albums — Metabasis et Apotheosis — se distinguent par leur atmosphère cosmique, l’utilisation de synthétiseurs analogiques et une esthétique parfois qualifiée de « pop », évoquant Tangerine Dream ou Boards of Canada.
L’album Apotheosis a atteint la première place du classement Psyshop à l’été 2007.
En 2015, pour son dixième anniversaire, le groupe comptait sept albums studio, des titres figurant sur 17 compilations internationales et des concerts dans plusieurs pays, notamment au festival Samsara en Hongrie.
Certains albums se démarquent par leur thématique ou leur esthétique :
— Hypnosis – une exploration mélancolique de la vie et de l’éphémère  
— Analysis – comparé à un voyage en haute mer  
— Mimesis – inspiré par le projet Riese et le destin des ouvriers ; un album particulièrement personnel  
— Symbiosis – expérimentation avec différents styles électroniques  
— Vulcanosis (2017) – inspiré par les paysages et l’histoire de la Basse-Silésie  
— Psykinesis et Terragenesis (2018–2019) – réinterprétations psychédéliques du style des débuts du groupe  
— Synthesis (2021) – sorti également fin 2022 en double vinyle LP chez le label suédois Nebulosa Records.
Les albums récents poursuivent l’esprit des débuts tout en intégrant des sonorités plus modernes, préservant le style distinctif du groupe.
Les œuvres de Sundial Aeon ont été remixées par Brian Dougans (alias Yage), membre du duo britannique The Future Sound of London, et publiées dans les compilations Mind Maps, qui incluent également des morceaux de légendes de la musique électronique telles qu’Autechre ou Humanoid.

## Label et collaborations
Le groupe publie ses œuvres principalement via Impact Studio Records et collabore également avec plusieurs labels européens :
- Ultimae Records (France)
- Iboga (Danemark)
- Flow (Portugal)
- Chillcode (Allemagne)
- Yellow Sunshine Explosion (Royaume-Uni)